# 卡尔·乌斯
卡尔·理查德·乌斯（1928年7月15日—2012年12月30日），生于纽约州锡拉丘兹，美国微生物学家和生物物理学家。乌斯因在1977年由对16S 核糖体RNA系统发生分類學分析定义了古菌（生物的一个新的域）而知名，这个由乌斯开创的16S 核糖体RNA技术彻底改变了微生物学的学科。他还是RNA世界学说的创始人，虽然当时该理论还不叫那个名字。
乌斯在伊利诺伊大学厄巴纳-香槟分校担任斯坦利·O·伊肯伯里主席，和微生物学教授。

## 荣誉
乌斯是1984年获得麦克阿瑟奖，在1988年成为美国国家科学院的院士，在1992年获得了列文虎克奖章（微生物学的最高荣誉），在1995年获得美国国家科学院赛尔曼·A·瓦克斯曼微生物学奖，并且在2000年，他是美国国家科学奖章的获得者。在2003年，他由于“发现生命的第三个域”而获得瑞典皇家科学院的克拉福德奖。在2006年，他被任命为英国皇家学会的外国会员。
许多微生物物种是以他的名字被命名，例如，Pyrococcus woesei,Methanobrevibacter woesei,和Conexibacter woesei,。

## 参看
- 古菌
- 系统发生学
- 乔治·福克斯